# Udo Schenk

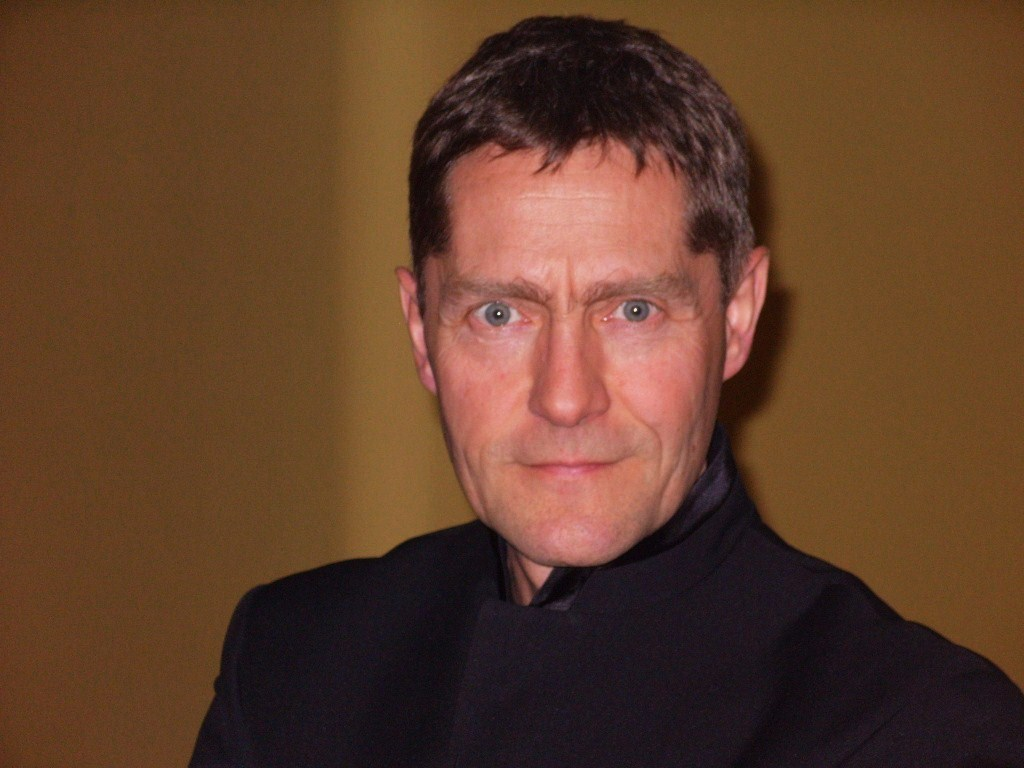
Udo Schenk, 2010

Udo Jürgen Schenk (* 11. April 1953 in Wittenberge) ist ein deutscher Schauspieler, Synchronsprecher sowie Sprecher von Hörspielen und Hörbüchern, dessen Karriere in der DDR am Städtischen Theater Karl-Marx-Stadt begann. Im wiedervereinigten Deutschland wurde er ab 2007 insbesondere durch seine Rolle als Urologe Dr. Rolf Kaminski in der ARD-Krankenhausserie In aller Freundschaft bekannt. Als Sprecher ist er durch wiederkehrende Synchronisationen der US-amerikanischen Schauspieler Ray Liotta und Kevin Bacon sowie der britischen Schauspieler Ralph Fiennes und Gary Oldman bekannt. Weiterhin erlangte Schenk Popularität als deutsche Stimme der Computerspielfigur Raziel in den Computerspielen Legacy of Kain: Soul Reaver 2 und Legacy of Kain: Defiance.

## Leben und Wirken (Auswahl)

### Theater
Udo Schenk absolvierte von 1971 bis 1975 seine Schauspielausbildung an der Theaterhochschule Leipzig. Nach Abschluss debütierte er in der Märcheninszenierung Das Märchen vom Soldaten und der Schlange am Städtischen Theater Karl-Marx-Stadt und zog später nach Berlin, wo er von 1975 bis 1985 ein festes Engagement am Maxim-Gorki-Theater hatte. Parallel gastierte er am Deutschen Theater Berlin.
Während eines Theatergastspiels mit dem Ostberliner Maxim-Gorki-Theater in der Bundesrepublik 1985 setzte sich Schenk am letzten Aufenthaltstag vom restlichen Ensemble ab und verließ so die DDR. Im Anschluss begann er eine neue Karriere in der Bundesrepublik, wo er unter anderem Theaterengagements an den Schauspielbühnen in Köln und Berlin erhielt.

### Film und Fernsehen
Schenk hatte ab 1974 seine ersten Fernsehrollen. Sein Debüt gab er unter Hartwig Albiro in Der Zylinder. Kurt Jung-Alsen besetzte ihn im darauffolgenden Jahr neben Erwin Geschonneck, Marylu Poolman und Katharina Thalbach in der Heinrich-Mann-Romanverfilmung Im Schlaraffenland. 1976 und 1982 spielte er in den für das Fernsehen der DDR produzierten Bühnen-Komödien Frauen sind Männersache und Der Lumpenmann gemeinsam mit Herbert Köfer die Vater-und-Sohn-Rolle. Sein Kinoleinwanddebüt hatte er 1978 in Helmut Dziubas DEFA-Spielfilm Rotschlipse. Weitere Filmrollen hatte er in dem Kriminalfilm Für Mord kein Beweis (1979) von Konrad Petzold und in dem Spielfilm Dach überm Kopf (1980) unter der Regie von Ulrich Thein.
Auch nach seiner Flucht aus der DDR in die BRD im Jahr 1985 erhielt Schenk Rollen in Film- und Fernsehproduktionen. Frank Ripploh besetzte ihn für seine Kino-Erotikkomödie Taxi nach Kairo als Eugen an der Seite von Christine Neubauer in eine der Hauptrollen. Einem breiten Fernsehpublikum bekannt wurde er ab 2007 insbesondere durch seine Rolle als Urologe Dr. Rolf Kaminski in der ARD-Krankenhausserie In aller Freundschaft. Seit 2015 ist er in dieser Rolle auch im Serienableger In aller Freundschaft – Die jungen Ärzte in einzelnen Episoden als Gastdarsteller zu sehen.
Schenk spielte mehrfach den nationalsozialistischen Führer Adolf Hitler, unter anderem 2004 in Jo Baiers deutsch-österreichischen Fernsehfilm Stauffenberg und 2010 in dem französisch-deutsch-ungarischen Historienfilm Die Kinder von Paris.

### Synchronarbeiten
Seit 1985 betätigt sich Schenk umfangreich in der Filmsynchronisation. In zahlreichen Filmproduktionen lieh er seine markante Stimme internationalen Schauspielern wie Kevin Bacon (darunter in Sleepers und Mystic River), Ralph Fiennes (unter anderem in Der englische Patient, Roter Drache, Harry Potter, Grand Budapest Hotel und Konklave), Gary Oldman (unter anderem in Air Force One, Das fünfte Element, The Dark Knight, Die dunkelste Stunde und Mank), Brad Dourif in Der Herr der Ringe: Die zwei Türme, Kevin Spacey in Die üblichen Verdächtigen, Kenneth Branagh in Gingerbread Man, Jeffrey Combs (als Weyoun in Star Trek: Deep Space Nine sowie als Thy’lek Shran in Star Trek: Enterprise), Batiatus in der Serie Spartacus (1. Staffel), Michael Emerson als Henry Gale bzw. Benjamin Linus in Lost und Harold Finch in Person of Interest und Fredric Lehne als gelbäugiger Dämon/Azael in Supernatural sowie David Morrissey als Philip „The Governor“ Blake in der Fernsehserie The Walking Dead. Außerdem ist er häufig auch an der Synchronisation von eher unbekannten, nicht amerikanischer Filme wie Godzilla: Final Wars beteiligt.
Udo Schenk ist die deutsche Feststimme von Gary Oldman, Ralph Fiennes und Ray Liotta. Letzteren sprach er unter anderem in GoodFellas – Drei Jahrzehnte in der Mafia (1990, Regie Martin Scorsese), Cop Land (1997, Regie James Mangold) und Killing Them Softly (2012). In der Harry-Potter-Filmreihe spielen mit Gary Oldman (Sirius Black) und Ralph Fiennes (Lord Voldemort) zwei Schauspieler mit, deren Standardstimme Schenk ist. Schenk synchronisierte hier nur Ralph Fiennes, während Gary Oldman von Pierre Peters-Arnolds synchronisiert wurde.
2021 gab Schenk alle seine aktuellen Rollen ab und synchronisiert fortan nur noch seine Stammschauspieler Ralph Fiennes, Gary Oldman und Kevin Bacon sowie bis 2023 den verstorbenen Schauspieler Ray Liotta, kehrte jedoch für die 2023 entstandene Nachsynchro der fehlenden Szenen des Films Leatherface: Texas Chainsaw Massacre III ausnahmsweise doch noch mal in einer anderen Rolle zurück.

### Hörbücher, Hör- und Computerspiele
Als Hörbuchinterpret vertonte Schenk unter anderem Nacht über den Wassern von Ken Follett (2000, Lübbe Audio & Audible), Stand by me von Stephen King (2002), Im Feuer der Smaragde von Patricia Shaw (2004), Level 26: Dark Origins von Anthony E. Zuiker und Duane Swierczynski (Lübbe Audio, 2009), Die geheime Mission des Kardinals von Rafik Schami (2019, gemeinsam mit Jürgen Tarrach, Steinbach sprechende Bücher) und Der Ruf des Kriegers sowie Der Fluch der Kraken von Kevin Hearne (2021 & 2025, unter anderem mit Santiago Ziesmer, Till Hagen, Lea Kalbhenn & Vera Teltz - Hörbuch Hamburg & BookBeat).
Für den WDR verlieh Schenk dem Privatdetektiv Yevgeny Marlov Stimme und Charakter, einer Romanfigur von David Zane Mairowitz. Von 2006 bis 2016 entstanden 13 Produktionen.
In der Hörspielreihe Geisterjäger John Sinclair tritt Udo Schenk in wechselnden Charakteren in Erscheinung, in der Hörspielserie Offenbarung 23 agierte er in Folge 12 in der Rolle des Protagonisten Jack Roth. Außerdem sprach er in der Hörspielserie Faith Van Helsing Adam van Helsing und in der Reihe Dr. Morbius vom Maritim Verlag die Protagonistenrolle. Weitere Gastrollen übernahm er in den Reihen Gruselkabinett, Sherlock Holmes des Maritim-Verlags und Tony Ballard von Dreamland Productions. Für Zaubermond Audio sprach er 2009/2010 einen perfiden Serienmörder in der preisgekrönten Reihe Goldagengården von Marco Göllner.
Als deutsche Stimme der Computerspielfigur Raziel in den Computerspielen Soul Reaver 2 und Legacy of Kain: Defiance machte sich Schenk ebenfalls einen Namen. Er war als Doktor T. im PC-Adventure Jack Keane zu hören und übernahm 2012 die Rolle des männlichen Hexendoktors in Diablo III. In Far Cry 3, Far Cry 4 und Far Cry 5 übernahm er die deutsche Stimme des Agenten Willis Huntley. Zudem auch die deutsche Stimme von „Reznov“ in Call of Duty: World at War sowie Call of Duty: Black Ops und Black Ops II.

### Privates
Von 1977 bis 1979 war Udo Schenk mit der Schauspielerin Cornelia Lippert verheiratet, mit der er eine gemeinsame Tochter, Franziska Lippert-Dimitrova, hat. Später heiratete er in zweiter Ehe seine Schauspielkollegin Marina Krogull, mit welcher er 1985 aus der DDR in die BRD emigrierte. Das Paar hat eine gemeinsame Tochter. Schenk und Krogull leben gemeinsam in Berlin.
Am 5. Juni 2019 wurde Schenk die Ehrenbürgerschaft seiner Geburtsstadt Wittenberge verliehen.
Am 25. September 2020 erhielt Schenk den „Preis des Präsidenten“ der Deutschen Gesellschaft für Urologie e. V. für die „professionelle Darstellung“ des Fachgebietes Urologie als Dr. Kaminski in der Serie In aller Freundschaft.

## Filmografie (Auswahl)

### Kino
- 1978: Rotschlipse
- 1979: Addio, piccola mia
- 1979: Für Mord kein Beweis
- 1980: Dach überm Kopf
- 1987: Taxi nach Kairo
- 1989: Der Geschichtenerzähler
- 1991: Lord Hansi
- 1992: Miraculi
- 1993: Rosenemil
- 1993: Der Mann auf dem Balkon
- 1995: Der Richter und das Mädchen
- 2001: Planet der Kannibalen
- 2005: Schnauze voll
- 2007: Mondkalb
- 2008: Lauf um Dein Leben – Vom Junkie zum Ironman
- 2010: Die Kinder von Paris (La rafle)
- 2012: Kleine Morde
- 2014: Gefällt mir
- 2014: Quatsch und die Nasenbärbande
- 2015: Elser – Er hätte die Welt verändert
- 2016: Dolores
- 2018: EneMe

### Fernsehen

#### Fernsehfilme
- 1974: Der Zylinder
- 1975: Im Schlaraffenland
- 1975: Das Märchen vom Soldaten und der Schlange
- 1976: Frauen sind Männersache
- 1977: Die Befreiung Prags
- 1980: Aber Doktor
- 1981: Suturp – Eine Liebesgeschichte
- 1982: Der Lumpenmann
- 1982: Der Sturz
- 1983: Im Spiegel
- 1988: Der schwarze Obelisk
- 1993: Die Bombe tickt
- 1994: Um jeden Preis
- 1994: Natalie – Endstation Babystrich
- 1995: Wer Kollegen hat, braucht keine Feinde
- 1997: Natalie – Die Hölle nach dem Babystrich
- 1997: Napoleon Fritz (Mehrteiler)
- 1999: Delta Team – Auftrag geheim!
- 2000: Deutschlandspiel
- 2000: Falsche Liebe – Die Internetfalle
- 2001: Besuch aus Bangkok
- 2001: Natalie – Das Leben nach dem Babystrich
- 2001: Liebe.Macht.Blind.
- 2002: Edgar Wallace: Die unheimlichen Briefe
- 2003: Mit dem Rücken zur Wand
- 2003: Natalie – Babystrich Ostblock
- 2004: Das unbezähmbare Herz
- 2004: Stauffenberg
- 2010: Heimat zu verkaufen
- 2012: Kennen Sie Ihren Liebhaber?
- 2012: Der Turm (Zweiteiler)
- 2012: Willkommen in Kölleda
- 2013: Der große Schwindel
- 2017: Der gleiche Himmel (Dreiteiler)
- 2017: Zweibettzimmer
- 2019: Eine Hochzeit platzt selten allein

#### Fernsehserien und -reihen
- 1980/1990: Der Staatsanwalt hat das Wort: Risiko
- 1980: Polizeiruf 110: Der Einzelgänger
- 1987: Der Alte (Folge Wie das Leben so spielt)
- 1988: Schwarz Rot Gold (Folge Zucker Zucker)
- 1988: Die Männer vom K3 (Folge Schützenfest)
- 1990: Ron und Tanja (6 Folgen)
- 1990: Tatort: Blue Lady
- 1991: Jugend ohne Gott
- 1992: Ein Heim für Tiere (Folge Das Geburtstagstier)
- 1992: Die Männer vom K3 (Folge Zu hoch gepokert)
- 1995: Großstadtrevier (Folge Schwedische Gardinen)
- 1995: Kommissar Rex (Folge Tödliche Dosis)
- 1995: Tatort: Tödliche Freundschaft
- 1995: Ein Fall für zwei (Folge Eine offene Rechnung)
- 1995: Nicht von schlechten Eltern (2 Folgen)
- 1996: Derrick (Folge 265 Zeuge Karuhn)
- 1996: Tatort: Fetischzauber
- 1998: Polizeiruf 110: Kleiner Engel
- 1999: Der Fahnder (Folge Geld oder Liebe)
- 2000: Der Alte (Folge 256: Das Ende einer Liebe)
- 2001–2009: Mein Leben & Ich
- 2001: Tatort: Kalte Wut
- 2002: Tatort: Alibi für Amelie
- 2002: Ein starkes Team: Der Mann, den ich hasse
- 2003: Der Bulle von Tölz: Berliner Luft
- 2003: Doppelter Einsatz (Folge Langer Samstag)
- 2004: Pfarrer Braun: Der Fluch der Pröpstin
- 2004: Ein Fall für zwei (Folge Doppeltes Spiel)
- 2004: Wolffs Revier (Folge Die Richter)
- 2004: Der letzte Zeuge (Folge Der vergessene Tod)
- 2005: Donna Leon – Verschwiegene Kanäle
- 2005: SOKO Wismar (Folge Blütenträume)
- 2006–2007: Alle lieben Jimmy
- 2007: Der Alte (Folge 315: Mord ist keine Lösung)
- seit 2007: In aller Freundschaft
- 2007: Tatort: Die Anwältin
- 2008: Ihr Auftrag, Pater Castell (Folge Das Labyrinth)
- 2008: Die Deutschen (Folge Wilhelm und die Welt)
- 2008: Der Alte (Folge 331: Sanft entschlafen)
- 2009: Der Staatsanwalt (Folge Der perfekte Mord)
- 2010: Pfarrer Braun: Schwein gehabt!
- 2011: In aller Freundschaft: Was wirklich zählt (Serienspecial)
- 2013: Heiter bis tödlich: Morden im Norden (Folge Schuss ins Blaue)
- 2013: In aller Freundschaft: Bis zur letzten Sekunde (Serienspecial)
- 2014: Wilsberg: Mundtot
- 2015: Kommissar Marthaler – Engel des Todes
- seit 2015: In aller Freundschaft – Die jungen Ärzte (9 Folgen)
- 2017: Tatort: Dunkle Zeit
- 2022: Bettys Diagnose (Folge Liebestest)
- 2025: Praxis mit Meerblick – Neun Leben

## Synchronrollen (Auswahl)
Ralph Fiennes
- 1996: Der englische Patient … als Graf László Almásy
- 2002: Roter Drache … als Francis Dolarhyde
- 2005: Harry Potter und der Feuerkelch … als Lord Voldemort
- 2007: Harry Potter und der Orden des Phönix … als Lord Voldemort
- 2008: Brügge sehen … und sterben? … als Harry Walters
- 2010: Harry Potter und die Heiligtümer des Todes – Teil 1 … als Lord Voldemort
- 2011: Harry Potter und die Heiligtümer des Todes – Teil 2 … als Lord Voldemort
- 2012: James Bond 007: Skyfall … als Gareth Mallory / „M“
- 2014: Grand Budapest Hotel … als M. Gustave H.
- 2015: A Bigger Splash … als Harry Hawkes
- 2015: James Bond 007: Spectre … als Gareth Mallory / „M“
- 2021: Die Ausgrabung … als Basil Brown
- 2021: James Bond 007: Keine Zeit zu sterben … als Gareth Mallory / „M“
- 2021: The King’s Man: The Beginning … als Orlando, Duke of Oxford / Arthur
- 2022: Harry Potter 20th Anniversary: Return to Hogwarts … als Lord Voldemort
- 2022: The Menu … als Julian Slovik
- 2024: Konklave … als Kardinal Thomas Lawrence
- 2025: 28 Years Later … als Dr. Ian Kelson

Gary Oldman
- 1997: Das fünfte Element … als Zorg
- 1997: Air Force One … als Egor Korshunov
- 2005: Batman Begins … als James Gordon
- 2008: The Dark Knight … als James Gordon
- 2009: Disneys Eine Weihnachtsgeschichte … als Bob Cratchit und Jacob Marley
- 2010: The Book of Eli … als Carnegie
- 2012: The Dark Knight Rises … als James Gordon
- 2017: Die dunkelste Stunde … als Winston Churchill
- 2020: Mank … als Herman J. Mankiewicz
- 2022: Harry Potter 20th Anniversary: Return to Hogwarts … als Sirius Black
- 2023: Oppenheimer … als Harry S. Truman

Kevin Bacon
- 1996: Sleepers … als Sean Nokes
- 2003: Mystic River … als Sean Devine
- 2022: The Guardians of the Galaxy Holiday Special … als er selbst
- 2024: Beverly Hills Cop: Axel F … als Capt. Cade Grant
- 2024: MaXXXine… als John Labat

Tim Roth
- 2001: Planet der Affen … als General Thade
- 2006: Tsunami – Die Killerwelle (Fernsehfilm) … als Nick Fraser
- 2008: Der unglaubliche Hulk … als Emil Blonsky / Abomination
- 2015: Mr. Right … als Hopper/Reynolds

Ray Liotta
- 1990: GoodFellas – Drei Jahrzehnte in der Mafia … als Henry Hill, seit diesem Film wurde dessen Stimme meistens von ihm synchronisiert.
- 2001: Blow … als Fred Jung
- 2007: Born to be Wild – Saumäßig unterwegs … als Jack Blade
- 2010: Date Night – Gangster für eine Nacht … als Joe Miletto
- 2014: Kill the Messenger … als Michael Bloom
- 2021: No Sudden Move … als Frank Capelli

Brad Dourif
- 2002: Der Herr der Ringe: Die zwei Türme … als Grima Schlangenzunge
- 2004: Der Herr der Ringe: Die Rückkehr des Königs (Extended Edition) … als Grima Schlangenzunge

Andrew Secombe
- 1999: Star Wars: Episode I – Die dunkle Bedrohung … als Watto
- 2002: Star Wars: Episode II – Angriff der Klonkrieger … als Watto

### Filme
- 1988: Für William Hope in Hellbound – Hellraiser II … als Kyle MacRae
- 1990: Für Tom Everett in Leatherface: Texas Chainsaw Massacre III … als Alfredo Sawyer (Original und Nachsynchro)
- 1991: Für Ted Levine in Das Schweigen der Lämmer … als Jame Gumb/Buffalo Bill
- 1996: Für Malcolm Stewart in Titanic (Fernsehfilm) … als 1. Offizier William M. Murdoch
- 1997: Für Jonathan Phillips in Titanic … als 2. Offizier Charles Lightoller
- 1997: Für Peter MacNicol in Bean – Der ultimative Katastrophenfilm … als David Langley
- 2005: Für Timothy Burd in Saw II … als Obi Tate
- 2006: Für Kim Coates in Silent Hill … als Officer Thomas Gucci
- 2008: Für Timothy Burd in Saw V … als Obi Tate
- 2013: Sich selbst in Planet USA … als Igor Oleg

### Serien
- 1993–1996: Sonic der irre Igel – Ian James Corlett … als Robotnik Jr.
- 1994–2002: Akte X – Die unheimlichen Fälle des FBI – Bruce Harwood … als John Fitzgerald Byers
- 2010–2011: Spartacus – John Hannah … als Quintus Lentulus Batiatus

## Hörspiele (Auswahl)
- 1978: Ingrid Hahnfeld: Vom Aberheiner – Regie: Achim Scholz (Kinderhörspiel – Rundfunk der DDR)
- 1983: Hans Christian Andersen: Die Schneekönigin (Prinz) – Regie: Rainer Schwarz (Kinderhörspiel – Litera)
- 1985: Anna Seghers: Die Reisebegegnung (Franz Kafka) – Regie: Fritz Göhler (Hörspiel – Rundfunk der DDR)
- 1986: Kevin Hayes: Jan Tenner Nr.34: Angriff der Puppenkönigin (Jones) – Regie: Ulli Herzog
- 1986: Johannes Bobrowski: Boehlendorff – Regie: Albrecht Surkau (Hörspiel – RB)
- 1997: Monika Lätzsch: Matjessaison – Regie: Günter Bommert (Hörspiel – MDR)
- 1999: Ken Follett: Die Säulen der Erde (Waleran) – Regie: Leonhard Koppelmann (Hörspiel (9 Teile) – WDR)
- 2001: Józef Ignacy Kraszewski: Gräfin Cosel (Fürst von Fürstenberg) – Regie: Walter Niklaus (Hörspiel (5 Teile) – MDR)
- 2006: Manfred Weinland alias Adrian Doyle: VAMPIRA (Folgen 1: Das Erwachen, 4: Landrus Ankunft, 5: Niemandes Freund)
- 2006: Ed McBain: Die lästige Witwe – Regie: Ulrich Lampen (Hörspiel – HR)
- 2006: Ed McBain: Dead Man’s Song – Regie: Ulrich Lampen (Kriminalhörspiel – HR)
- 2007: Wolfgang Zander: Big Jump oder Charlotte träumt – Regie: Beatrix Ackers (Kinderhörspiel – DKultur)
- 2009: Johan Theorin: Öland – Regie: Götz Naleppa (Hörspiel – DKultur)
- 2009: Lorenz Schröter: Armut ist Diebstahl – Regie: Nikolai von Koslowski (Radio-Feature – WDR)
- 2010: Hugo Rendler: It’s your turn – Regie: Martin Zylka (Kriminalhörspiel – WDR)
- 2010: Die drei ???: Die Drei ??? und der dreiTag
- 2010: Die drei ???: Tödliches Eis
- seit 2010: Dr. Morbius: als Richard Franklin Morbius (Zauberstern Records)
- 2012: Mord in Serie: Kalter Tod – Thriller von Markus Topf
- 2013: David Zane Mairowitz: Marlov – Eine harte Nuss Regie: Jörg Schlüter (WDR)
- 2014: Ivar Leon Menger: Porterville (Hörbuch-Folge 12: Das Draussen)
- 2014: Tom Peuckert: Klassiker Europas – Regie: Oliver Sturm (Literarische Séance – RBB)
- 2014: Elodie Pascal: Blowback | Der Auftrag – Regie: Elisabeth Pulz (Hörspiel – DKultur)
- 2015: Die drei ???: Die Drei ??? – Dämon der Rache
- 2015: David Zane Mairowitz: Inschallah, Marlov – Regie: Jörg Schlüter (Kriminalhörspiel – WDR)
- 2015–2016: Ivar Leon Menger: Monster 1983 (Lübbe Audio- und Audible-Hörspielserie) als Mr Fisher
- 2017: Oliver Döring: Die Zeitmachine (in der Reihe ‘Hörspiel nach H. G. Wells’ – Imaga/Folgenreich/Universal)
- 2018: Capella Antiqua Bambergensis: Heinrich – König und Kaiser, Herrscher und Heiliger (Musikalisches Hörspiel – CAB Records)
- 2019: Die drei ???: Und der grüne Kobold
- 2019: Tom Peuckert:  Psychotrop, Folge 137 der Hörspielreihe ARD Radio Tatort; Produktion: rbb
- 2019: Die drei ???: Feuriges Auge
- 2020: Die drei ???: Tauchgang ins Ungewisse